# Белорусское представительство
Белору́сское представи́тельство (бел. Беларускае прадстаўніцтва, официально нем. Weissruthenische Vertrauensstelle) — организация, созданная в Германии во время Второй мировой войны для помощи бывшим белорусским военнопленными польской армии, освобождённым из лагерей для военнопленных и переведённым в категорию рабочих.

## История
В результате молниеносной «польской компании» 1939 года около 70 000 белорусов, воинов Войска Польского, попали в немецкий плен. 
Вскоре, в связи с массовым освобождением военнопленных из немецких лагерей с целью формирования из них рабочей силы для немецких заводов, возникла необходимость в создании учреждений, которые бы занимались их регистрацией, юридической опекой и надзором, не выполняя при этом от функций, обычно принадлежавших консульствам зарубежных стран. Для белорусских, а также украинских и российских рабочих — бывших военнопленных, власти Германии создали особые учреждения — нем. Vertrauensstelle.
В ноябре 1939 года в Берлине под эгидой Министерства внутренних дел Германии было создано Белорусское представительство. Также было открыто несколько отделений Представительства в центрах наибольшей концентрации белорусов в Германии (Вена, Мюнхен) и на присоединенных к Германии польских землях (Гданьск, Познань, Лодзь и др.). Деятельность Представительства не распространялась на польское генерал-губернаторство. 
Бывшим военнопленным, проживающим на территории Третьего рейха, были выданы регистрационные карточки, служившие паспортами.
Первым руководителем представительства (с 4 ноября 1939 года) был Фабиан Акинчиц, затем — Анатолий Шкутько. 
В 1943 году, при содействии немецких властей, Представительство возглавил Бернард Букатка (бывший заместитель А. Шкутько) и руководил им до конца войны.
Число работников Белорусского представительства составляло 10 человек. Организация выпускала газету «Раница», первые номера которой вышли в декабре 1939 года.
В 1940 году при Белорусском представительстве был образован Белорусский комитет самопомощи (БКС).
19 июня 1941 года на встрече представителей Белорусского комитета самопомощи и Белорусского представительства в Берлине был создан Белорусский национальный центр, который, однако, прекратил свою деятельность вскоре после начала Великой Отечественной войны.
После нападения Германии на СССР организация в основном оказывала материальную и юридическую помощь белорусам, а с середины 1944 года — беженцам из Белоруссии.